# Mikojan-Goerevitsj MiG-9
De Mikojan-Goerevitsj MiG-9 (Russisch: Микоян и Гуревич МиГ-9) (NAVO-codenaam: Fargo) was een Sovjet-Russische eerste generatie straaljager ontworpen door Mikojan-Goerevitsj na de Tweede Wereldoorlog. Deze moet niet verward worden met een ontwikkeling van de MiG-3, die ook "MiG-9" werd genoemd.

## Ontwikkeling
De MiG-9 werd ontwikkeld uit het I-300 prototype dat voor het eerst vloog op 24 april 1946 door testpiloot Aleksej N. Grintsjik. De I-300 werd de eerste straaljager van de Sovjet-Unie enkele uren voor de Jakovlev Jak-15.
Het ontwerp van de I-300 was compleet van metaal, met de motoren gemonteerd achter de cockpit onder in de romp. Deze configuratie werd veel gebruikt voor de eerste generatie Sovjet straaljagers. Er waren discussies over hoe de staart van het toestel beschermd diende te worden tegen de hete uitlaatgassen. Dit werd opgelost door een hitteschild van gelamineerd staal onder vrijwel de gehele staart te bevestigen.
De I-300 had simpele rechte vleugels met ingebouwde vleugelkleppen en driehoekige staartvlakken. De I-300 was een van de eerste Sovjet jagers met een driewielig landingsgestel.
De voortstuwing komt van twee Kolesov RD-20 turbojets die heel veel leken op de geconfisqueerde Duitse BMW 003 motoren. Wanner er te weinig RD-20 motoren waren, werden zelfs BMW 003 motoren in de toestellen ingebouwd.
Er zaten vier zak-achtige brandstoftanks in de romp en drie in elke vleugel met samen 1.625 liter.
Terwijl de geplande bewapening bestond uit een Noedelman N-57 57 mm snelvuurkanon gemonteerd in het midden van de luchtinlaat, kregen de productieversies van MiG-9 een enkel Noedelman N-37 37 mm snelvuurkanon en twee Noedelman-Soeranov NS-23 23 mm snelvuurkanonnen. De plaatsing van de snelvuurkanonnen was ongewoon, met de N-37 gemonteerd in het midden van de neus, en de twee NS-23 die vanuit de onderste lip van de luchtinlaat vuurden. Deze ongewone plaatsing van de snelvuurkanonnen heeft piloten het leven gekost, door gassen van het snelvuurkanon in te ademen. Dit leidde tot beperkingen op het afvuren van het zware snelvuurkanon op bepaalde hoogtes.
De I-300 bereikte tijdens testvluchten een snelheid van 910 km/h tijdens de eerste tests en na herzien van het ontwerp ging het toestel in dienst als MiG-9 tijdens de winter van 1946-47. De straaljager had veel stuwkracht- en stuurproblemen, maar werd toch in productie genomen, voornamelijk vanwege politieke redenen. Dit leidde tot de dood van Aleksej N. Grintsjik op 11 juli 1946 toen hij met een prototype I-300 crashte terwijl hij het demonstreerde aan de VVS-leiding en regeringsambtenaren.
Latere ontwerpen van de MiG-9 probeerden de problemen van de I-300 op te lossen, waaronder een rechthoekige vin aan het 37 mm snelvuurkanon, maar dit werkte niet goed. Uiteindelijk is de complete neus opnieuw ontworpen, met de kanonlopen achter de motorinlaat met de cockpit verder naar voren geplaatst. Het resultaat was de MiG-9M, die ook een schietstoel kreeg en RD-21 motoren, wat eigenlijk gewoon RD-20 motoren waren, maar dan met naverbrander.
De MiG-9 werd vooral ingezet tegen gronddoelen en er werden 610 vliegtuigen gebouwd in verschillende typen, waaronder ook een MiG-9UTI trainerversie, toen de productie stopte in 1948.